# Roman Steinberg
Roman Steinberg (Massu, 5 aprile 1900 – Tallinn, 20 maggio 1939) è stato un lottatore estone, specializzato nella lotta greco-romana.

## Palmarès

### Olimpiadi
- 1 medaglia:
  - 1 bronzo (Parigi 1924 nella lotta greco-romana, pesi medi)